# 1669 w sztukach plastycznych

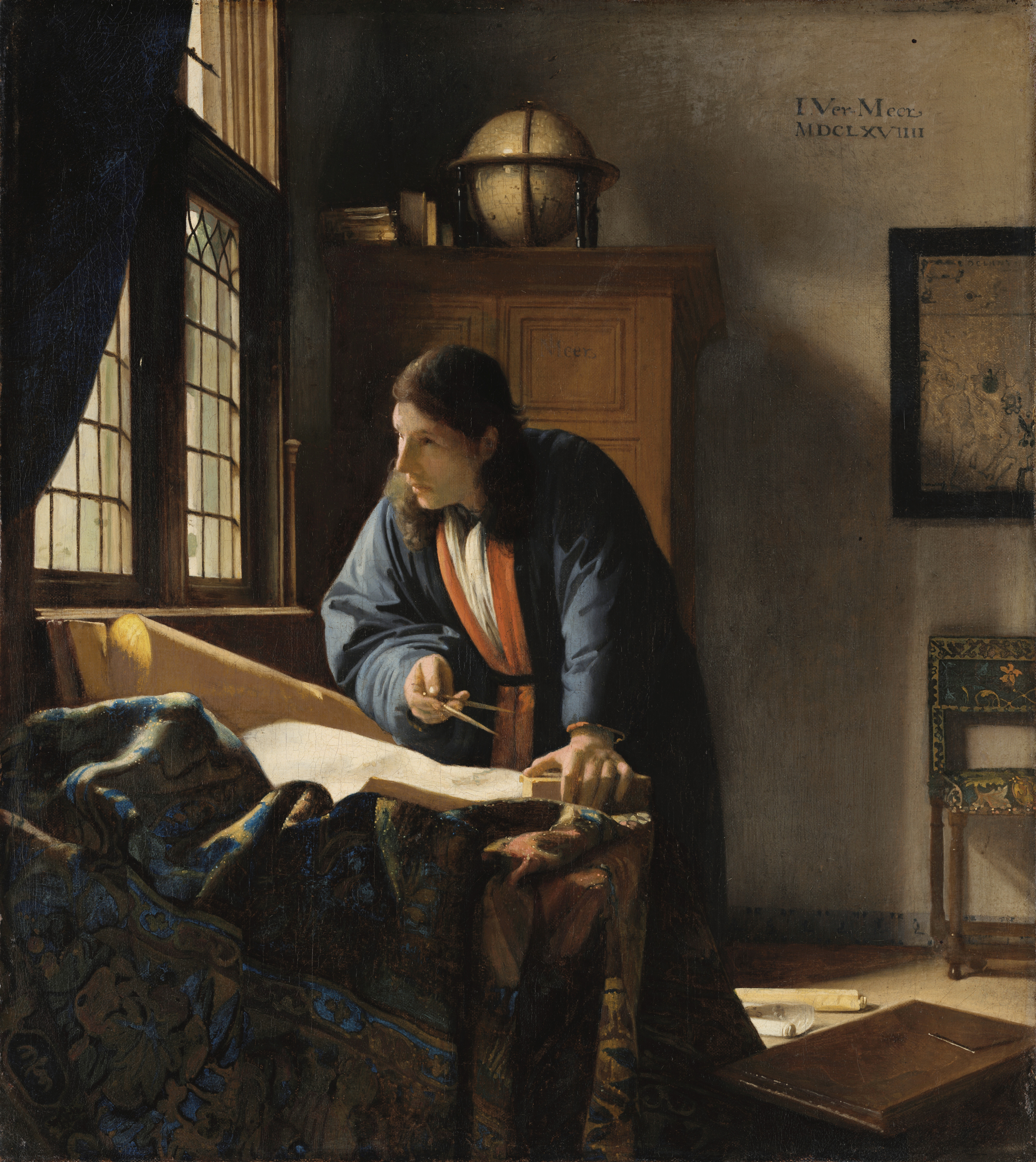
Vermeer Geograf

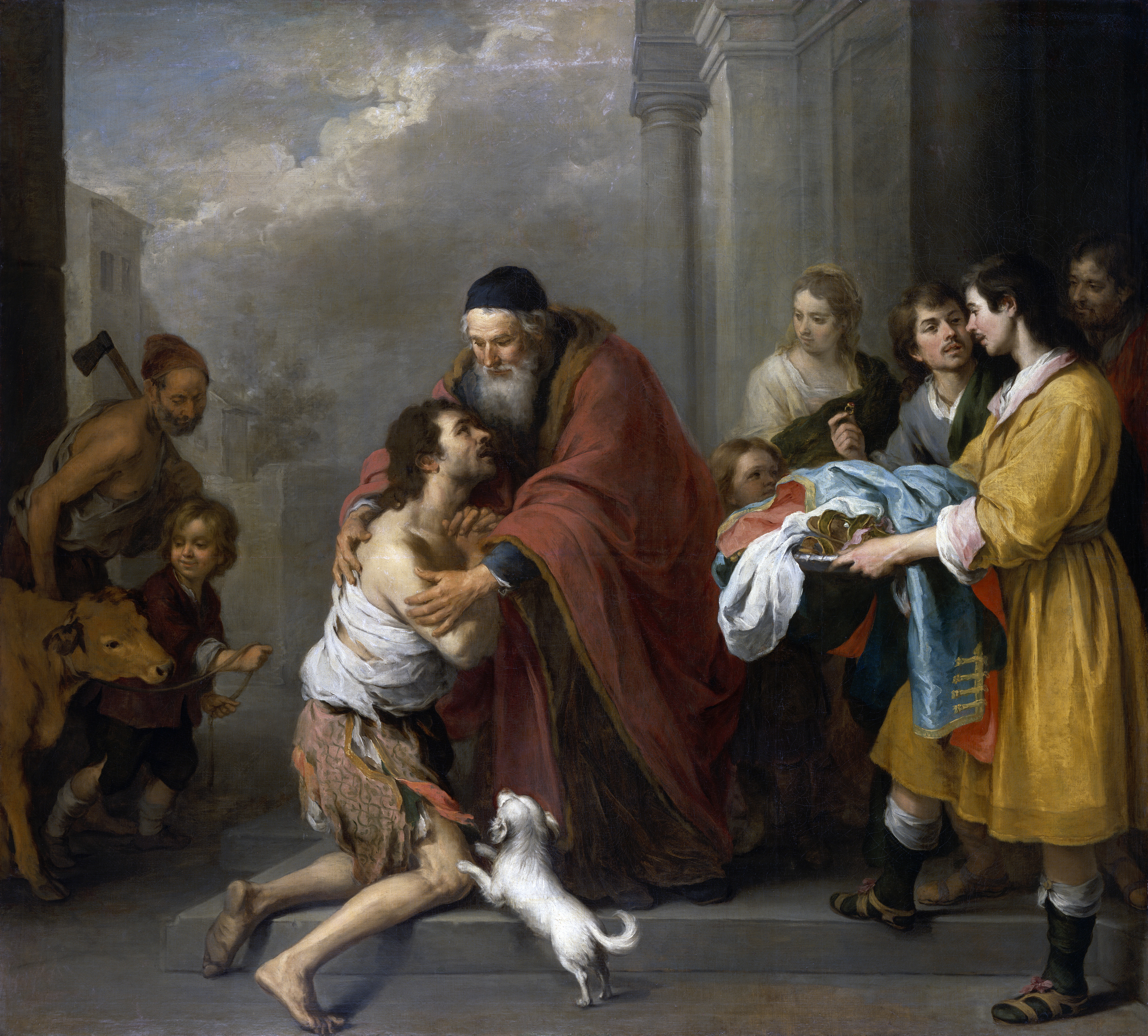
Murillo Powrót syna marnotrawnego

Wydarzenia w sztukach plastycznych i wizualnych w 1669 roku.

## Malarstwo
- Carlo Maratta

Portret Klemensa IX – olej na płótnie, 145×116 cm, w Pinakotece Watykańskiej
- Bartolomé Esteban Murillo

Chrystus uzdrawia paralityka przy Sadzawce Betesda (1667–1670) – olej na płótnie, 237×261 cm
Powrót syna marnotrawnego (ok. 1667–1670) – olej na płótnie, 236×262 cm
Chrystus ukrzyżowany (ok. 1660–1670) – olej na płótnie, 208.9x113 cm
- Jan Vermeer

Geograf – olej na płótnie, 53×46,6 cm
Koronczarka – olej na płótnie, 53×46,6 cm
- Rembrandt

Starzec Symeon i Dzieciątko Jezus w świątyni (1666–1669) – olej na płótnie, 98×69 cm
Portret rodziny – olej na płótnie, 24,5×21 cm

## Urodzili się
- 16 grudnia – Arnold Boonen, malarz holenderski (zm. 1729)
- data nieznana
  - Alessio Erardi, malarz maltański (zm. 1727)

## Zmarli
- 27 stycznia – Caspar de Crayer, malarz flamandzki (ur. 1582)
- maj
  - Pieter Post, holenderski architekt, malarz i grafik (ur. 1608)
- 16 maja – Pietro da Cortona, włoski malarz i architekt późnego baroku (ur. 1596)
- 23 maja –Joris van der Haagen, malarz holenderski (ur. 1615)
- 12 lipca – Theodoor van Thulden, holenderski artysta z 's-Hertogenbosch w Brabancji Północnej (ur. 1606)
- 10 sierpnia – Paulus Bor, malarz holenderski (ur. 1601)
- 4 października – Rembrandt, holenderski malarz i rytownik (ur. 1606)
- ?
  - Juan Antonio Frías y Escalante, malarz hiszpański